# IC 4877
IC 4877 ist eine Linsenförmige Galaxie vom Hubble-Typ SB0 im Sternbild Teleskopium am Südsternhimmel. Sie ist schätzungsweise 143 Millionen Lichtjahre von der Milchstraße entfernt und hat einen Durchmesser von etwa 65.000 Lichtjahren.

Im selben Himmelsareal befinden sich u. a. die Galaxien IC 4875, IC 4876, IC 4879.
Das Objekt wurde am 31. August 1904 von Royal Harwood Frost entdeckt.